# Monte Sette Termini
Il Monte Sette Termini (972 m s.l.m. - detto anche I Bedroni) è una montagna delle Prealpi Varesine, parte della Catena Piambello-Campo dei Fiori-Nudo, situata nel nord della Provincia di Varese a pochi chilometri in linea d'aria dal confine con la Svizzera.

## Toponimo
Il suo nome I Bedroni deriva dal fatto che i suoi versanti, soprattutto il versante occidentale che guarda verso il lago Maggiore, sono ricoperti prevalentemente di boschi di betulla (Bedloni o Bedroni, in dialetto lombardo).
Non mancano tuttavia altre essenze come faggi, roveri, roverella, frassini.
Ma a ricoprire il versante sud, dalla prossimità della cima della montagna fin quasi all'altezza di Montegrino, c'è ancora oggi una fantastica pineta che purtroppo negli ultimi anni si è ridotta di molto, a causa dei parassiti quali termiti e tarli. Il toponimo "Sette Termini"  dipende invece dalla presenza di altrettanti macigni che delimitavano i territori di sette comunità che possedevano territori nella zona, esercitandovi il diritto di pascolo: Arbizzo, Bosco, Cremenaga, Cugliate, Fabiasco, Montegrino e Viconago.

## Salita alla vetta
Da Montegrino Valtravaglia o da Cugliate-Fabiasco, si può salire comodamente al monte fin nei pressi della sua cima con una strada ex militare, costruita in occasione della prima guerra mondiale e oggi ben asfaltata anche se un poco stretta. 
Questo tracciato è abbastanza frequentato dai ciclisti, in particolare è adatto a chi è alle prime armi con il ciclismo, non essendo mai eccessivamente ripido e lungo. 
La vetta, situata poco sopra ad un capanno di caccia, è interamente ricoperta dal bosco. 
Per godere di un buon panorama sulle Alpi e sul lago Maggiore, ci si deve fermare al capanno.
Sui versanti del monte, sono presenti testimonianze storiche della prima guerra mondiale, con fortificazioni, trincee e gallerie che oggi versano in uno stato di abbandono.